# Индијски љускавац
Индијски љускавац (лат. Manis crassicaudata) сисар је из реда љускаваца који настањује искључиво Индијски потконтинент. Као и други љускавци, и индијски љускавац има велике љуске које прекривају цело тело и које служе као оклоп. У случају опасности, може се склупчати и на тај начин одбранити од предатора као што је тигар. Боја крљушти варира од боје земље у областима у којима живи.
Индијски љускавац је инсективорна врста, храни се мравима и термитима, копајући их из хумки и дрвећа уз помоћ својих дугих канџи, које су дугачке скоро колико и његови предњи удови. Ноћна је животиња и дан проводи одмарајући се у дубоким јазбинама.
Ова врста љускавца је скоро угрожена јер јој прети опасност од лова због меса, а бројно локално становништво лови индијског љускавца како би поједине његове делове тела користило у традиционалној медицини.

## Опис
Индијски љускавац је усамљен, срамежљиви, успорени, ноћни сисар. Дугачак је 84–122 центиметра од главе до репа, а реп је обично дуг 33–47 цм, док је животиња тешка 10–16 кг. Женка је углавном мања од мужјака и има један пар дојки. Љускавац има конусну главу са малим, тамним очима и дугу њушку са носом сличне боје, или тамнијим од његове ружичасто-браон коже. Има снажне удове, са оштрим канџама. Индијски љускавац је скоро ексклузивна инсективорна врста и углавном се храни мравима и термитима, које хвата посебно прилагођеним дугим, лепљивим језиком. Ова животиња нема зубе, али има јаке стомачне мишиће који помажу у варењу. Најупечатљивија карактеристика индијског љускавца је његов масивни, оклоп сачињен од љуски, који покрива његову горњу страну и цело тело, изузев трбуха и унутрашњости ногу. Ове заштитне љуске су круте и направљене од кератина. Укупно има 160—200 љуски, од којих се око 40—46% њих налази на репу. Љуска може бити дужине 6,5–7 цм, ширине 8,5 цм и тежине 7—10 грама. Кожа и љуске чине око једне четвртине до једне трећине укупне телесне масе ове врсте.

## Распрострањеност и станиште
Врста је присутна у Бангладешу, Индији, Пакистану и Шри Ланци.
Индијски љускар има станиште на копну.

## Угроженост
Ова врста је на нижем степену опасности од изумирања, и сматра се скоро угроженим таксоном.

### Популациони тренд
Популација ове врсте се смањује, судећи по расположивим подацима.

## Галерија
- У покрету
- Спашени индијски љускавац
- Илустрација индијског љускавца из 1849. године
- Оклоп од љуски индијског љускавца из 19. века у Раџастану
- Панголин се брани од лавова
- У Гирској шуми